# Ivan Kolev
Ivan Petkov Kolev  (Plovdiv, 1 de novembro de 1930 - 1 de julho de 2005) foi um futebolista e treinador búlgaro que participou das Copas do Mundo de 1962 e de 1966, e foi medalhista olímpico nos Jogos Olímpicos de 1956. 

## Carreira
Ivan Kolev fez parte do elenco que conquistou a medalha de bronze, nos Jogos Olímpicos de 1956. Ele também fez parte do elenco da Seleção Búlgara na Copa do Mundo de 1962 e 1966. 